# Moldavia en los Juegos Olímpicos de Atenas 2004
Moldavia estuvo representada en los Juegos Olímpicos de Atenas 2004 por un total de 33 deportistas que compitieron en 8 deportes.  
El portador de la bandera en la ceremonia de apertura fue el tirador Oleg Moldovan. El equipo olímpico moldavo no obtuvo ninguna medalla en estos Juegos.